# Мері Арабідзе
Мері Арабідзе (нар. 25 лютого 1994, Самтредія) — грузинська шахістка, міжнародний майстер (2014), гросмейстер серед жінок (2012)
У складі збірної Грузії переможниця командного чемпіонату світу 2015 року.
Її рейтинг станом на березень 2020 року — 2428 (39-те місце у світі, 5-те — серед шахісток Грузії).

## Кар'єра
Триразова чемпіонка світу з шахів різних вікових категорій, зокрема: 2004 рік — до 10 років, 2005 рік — до 12 років, 2011 рік — до 18 років.
У березні 2015 року дійшла до чвертьфіналу чемпіонаті світу серед жінок, де поступилася Харіці Дронаваллі з рахунком ½ — 1½.
У квітні 2015 року Арабідзе у складі збірної Грузії стала переможницею командного чемпіонату світу, що проходив у китайському місті Ченду. Крім того, Мері набравши 85,7 % від числа можливих очок показала найкращий результат серед шахісток, які виступали на третій шахівниці, а її турнірний перфоманс (2613 очок) — третій серед усіх шахісток, що виступали на турнірі.
У листопаді 2015 року в складі збірної Грузії стала бронзовою призеркою командного чемпіонату Європи, що проходив у Рейк'явіку. Набравши 2 очка з 6 можливих (+1=2-3), Мері посіла 10 місце серед резервних шахісток..
У березні 2019 року Арабідзе у складі збірної Грузії посіла 3-тє місце на командному чемпіонаті світу, що проходив в Астані. Крім того, набравши 57,1 % можливих очок, грузинка посіла 2-ге місце серед шахісток, які виступали на другій шахівниці.
Наприкінці грудня 2019 року на чемпіонаті світу зі швидких та блискавичних шахів, грузинка посіла:
 — 18-те місце у турнірі зі швидких шахів, набравши 7½ очок з 12 можливих (+6-3=3),
 — 7-ме місце у турнірі з блискавичних шахів, набравши 11½ очок з 17 можливих (+8-2=7).